# Daniel Bäck
Daniel Bäck, född 8 februari 1987, är en svensk bandyspelare, som spelar i Sandvikens AIK sedan säsongen 2009/10. 

## Karriär
- Svensk mästare 2011, 2012 och 2014